# Соцгородок (Валуйки)
Соцгородок — микрорайон города Валуйки, бывший посёлок городского типа Белгородской области России. В 1959 году в Соцгородке проживало 3528 человек.

## История
Возник в 1932 году как посёлок работников железнодорожного транспорта при сортировочной станции, паровозном и вагонном депо, обслуживавшим строящуюся магистраль Москва — Донбасс.
В 1940 году Соцгородок получил статус посёлка городского типа.
Первоначально находился в составе Курской области. В 1954 году, в результате образования Белгородской области, был отнесён к последней.
В 1966 году был включён в черту города Валуйки.

## Инфраструктура
Действует станция Валуйки-Сортировочная.
В 1934—1936 годах застраивался двухэтажными домами. В тот же период появились школа и клуб.

## Транспорт
Доступен автомобильным и железнодорожным транспортом.